# Akrizjos
Akrizjos (także Akrisjos; gr. Ἄκρίσιος Akrísios, łac. Acrisius) – w mitologii greckiej król Argos zaliczany do rodu Abantydów.
Uchodził za syna Abasa. Był mężem Eurydyki i ojcem Danae. W obawie przed przepowiednią głoszącą, iż zginie z rąk własnego wnuka, wrzucił córkę z jej synem do morza. Wyrocznia i tak się spełniła, gdyż Perseusz, spotkawszy przypadkiem swego dziadka w czasie igrzysk w Pelasgiotis, zabił go dyskiem.

## Drzewo rodowe
Przodkowie
Ajgyptos→Linkeus (Linceusz)→Abas→Akrisjos
Od Akrizjosa wywodzi się ród Perseusza, którego prawnukiem był Herakles, a więc i Heraklidzi.